# World Series of Poker 1976

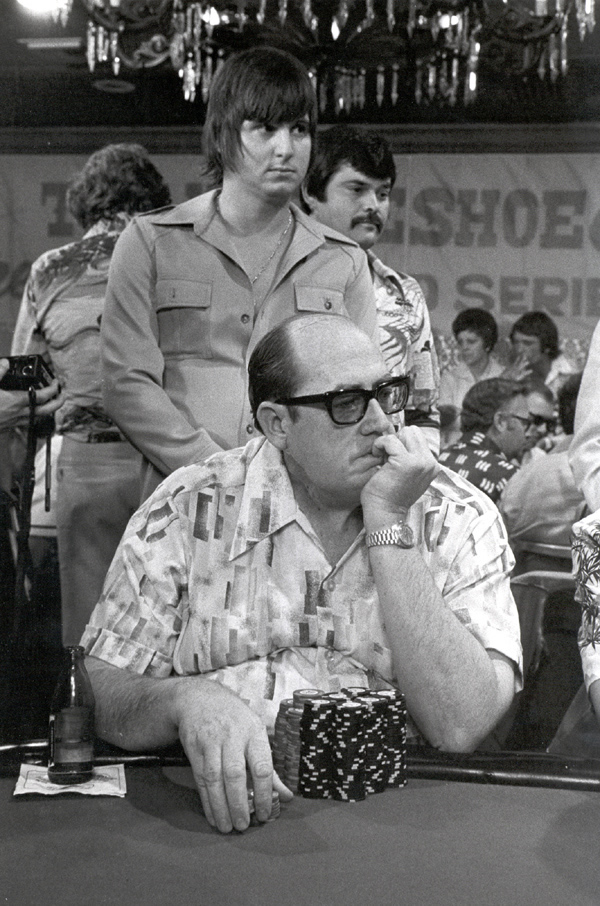
Doyle Brunson - Zwycięzca WSOP 1976

VII edycja World Series of Poker odbyła się w 1976 w Horseshoe Casino.

## Turnieje boczne
| Turniej                             | Zwycięzca     | Wygrana | Przegrany w finale |
| ----------------------------------- | ------------- | ------- | ------------------ |
| $2,500 No limit Texas Hold’em       | Howard Andrew | $28,000 | Nieznany           |
| $1,000 No Limit Hold’em             | Howard Andrew | $23,600 | Nieznany           |
| $5,000 Deuce to Seven Draw w/Rebuys | Doyle Brunson | $80,250 | Nieznany           |
| $1,000 Ace to Five Draw             | Perry Green   | $68,300 | Nieznany           |
| $1,000 Seven card stud Split        | Doc Green     | $12,750 | Nieznany           |
| $500 Seven Card Stud                | Johnny Moss   | $13,000 | Nieznany           |
| $5,000 Seven Card Stud              | Walter Smiley | $35,000 | Nieznany           |

## Turniej Główny
W turnieju głównym wzięło udział 22 pokerzystów. Wpisowe, jak w poprzednich latach wynosiło $10,000.

### Stół finałowy
| Miejsce | Gracz              | Wygrana  |
| ------- | ------------------ | -------- |
| 1       | Doyle Brunson      | $220,000 |
| 2       | Jesse Alto         | -        |
| 3       | Tommy Hufnagle     | -        |
| 4       | Crandall Addington | -        |
| 5       | Bob Hooks          | -        |
| 6       | Nieznany           | -        |